# جمعة كاسيجا
جمعة كاسيجا (بالإنجليزية: Juma Kaseja)‏ (20 أبريل 1985 بتنزانيا - ) هو لاعب كرة قدم تنزاني في مركز حراسة المرمى. شارك مع منتخب تنزانيا لكرة القدم. أما مع النوادي، فقد لعب مع نادي سيمبا ونادي يانغ أفريكانز وMoro United F.C. ‏.

## روابط خارجية
- جمعة كاسيجا على موقع قاعدة بيانات كرة القدم.إي يو (الإنجليزية)
- جمعة كاسيجا على موقع ناشيونال فوتبول تيمز (الإنجليزية)